# Sigismund Heusner von Wandersleben
Sigismund Heusner von Wandersleben (* 17. April 1592 in Coburg; † 12. April 1645 in Wittenberg) war ein deutscher Ratsherr und zunächst schwedischer, dann kaiserlicher Generalkriegskommissar.

## Leben
Heusner von Wandersleben war der Sohn des Sachsen-Coburger Kammersekretärs Sigismund Heusner und dessen Ehefrau Dorothea Miltner. Zunächst besuchte er eine Schule in Coburg und kam im Jahr 1600, im Alter von acht Jahren, nach Heidelberg. Dort lebte er im Haushalt eines pfalzgräflichen Rates mit dem Namen Preterott. Er schrieb sich im Jahr 1611 an der Universität Jena ein, wechselte jedoch am 3. Juli 1615 an die Universität Heidelberg und später an die Universität Leiden. Nach dem Universitätsbesuch stand Heusner von Wandersleben für rund drei Jahre als Hofmeister bei einem polnischen Adligen in Frankreich in Diensten und trat im Anschluss daran eine Reise durch dieses Land an. Als er 1618 zurück in Deutschland war, wurde er Geheimsekretär im Dienste von Herzog Johann Casimir von Sachsen-Coburg und anschließend von Herzog Johann Ernst von Sachsen-Weimar.
Am 3. November 1628 heiratete er Anna Maria, geborene Evander, die eine Tochter eines sächsisch-weimarischen Ratsherren und Rentmeisters war.
Herzog Wilhelm IV. von Sachsen-Weimar warb ihn nach der Schlacht bei Breitenfeld im Jahr 1631 ab und ernannte ihn zum Rat. Heusner von Wandersleben vertrat den Herzog daraufhin am schwedischen Hof und führte in seinem Auftrag die Verhandlungen mit den kaiserlichen Truppen. So hatte er in den Jahren 1631 bis 1638 das Amt eines schwedischen Generalkriegskommissars inne. Durch den Fürsten Ludwig I. von Anhalt-Köthen wurde Heusner von Wandersleben im Jahr 1633 unter dem Gesellschaftsnamen „der Räumende“ in die „Fruchtbringende Gesellschaft“ aufgenommen.  Im Köthener Gesellschaftsbuch findet sich sein Eintrag unter der Nr. 221.
Um das Jahr 1638 schloss sich Heusner von Wandersleben der kaiserlichen Gefolgschaft an. Der Kaiser ernannte ihn am 25. Mai 1641 zu seinem Generalkriegskommissar, so dass er in dessen Armee seinen Dienst verrichten musste.
Im Alter von 53 Jahren starb Sigismund Heusner von Wandersleben am 12. April 1645 in Wittenberg.